# Aldo Ciccolini
Aldo Ciccolini, italijansko-francoski pianist, * 15. avgust 1925, Neapelj, Italija, † 1. februar 2015, Pariz, Francija.
V Neaplju je dokončal študij klavirja in dirigiranja. S šestnajstimi leti je debitiral v Teatru San Carlo v Napoliju, leta 1949 pa je v Parizu osvojil prvo nagrado na prestižnem pianističnem tekmovanju Marguerite Long – Jacques Thibaut. Nagradi je sledila svetovna kariera, umetnik pa je bil posebej priljubljen v Franciji, predvsem  po zaslugi interpretaciji celotnih klavirskih opusov Erika Satieja, Maurica Ravela in Clauda Debussyja. Nastopal in snemal je z dirigenti, kot so Ernest Ansermet, Lorin Maazel, Carlos Kleiber, Dimitri Mitroupulos, Georges Prêtre in Michel Plasson ter posnel več kot sto plošč za založbe EMI, Pathé-Marconi, Abeille in Cascavelles, med drugim vse Mozartove in Beethovnove klavirske sonate.   
Aldo Ciccolini je bil zaslužni profesor pariškega konservatorija, vodil je mojstrske razrede po celem svetu. 
Leta 2002 je za svoje zgoščenke s posnetki klavirskih opusov Leoša Janáčka, Roberta Schumanna in Frédérica Chopina prejel nagrado Diapason d'or.